# 攻擊者級護航航空母艦
攻擊者級護衛航空母艦（Attacker class escort carriers）是英國皇家海軍於第二次世界大戰期間服役的一型護衛航空母艦。
在珍珠港事件發生後不久，美國海軍接收了22艘C3型貨船，準備改裝為博格级護航航空母艦。由於大西洋北部對護航艦的需求日益增加，其中11艘艦船被轉交給英國皇家海軍，並依據租借法案重新歸類為「攻擊者級」。
這些艦艇原先設計為護航用途，配備反潛機與戰鬥機，也能擔任運輸航空母艦，將新機與補充機運往前線基地。在火炬行動期間首次實戰運用，用於支援進攻北非的兩棲作戰，直到建立岸基機場為止，表現成功，因此有數艘艦被改裝為僅搭載戰鬥機的攻擊航母。在擔任護航任務時，艦載機成功嚇阻德國潛艇攻擊盟軍船隊，也有多架德國潛艇與飛機被擊毀或重創。擔任打擊角色的艦艇參與了地中海戰場的兩次大型登陸行動，並曾出動攻擊位於挪威海域的鐵必制號戰艦。戰爭末期，其中八艘被部署至遠東戰區參與對日作戰，戰後也用於將戰俘遣返回國。
這11艘艦全部倖存至戰爭結束，之後全數歸還美國海軍。其中八艘被出售並改裝回商船用途，其餘三艘則遭拆解報廢。

## 設計與概述
在珍珠港事件後，美國海軍接收了22艘尚在建造中的C3型貨船，以改裝為護衛航空母艦。其中11艘移交給英國皇家海軍，成為「攻擊者級」，其餘11艘則留在美國服役，命名為博格級護航航空母艦。 這些艦艇全數於1941年至1942年間鋪設龍骨，由英格爾斯造船廠與西部鋼管與鋼鐵公司各建造4艘，西雅圖-塔科馬造船公司建造其餘3艘，並依租借法案提供給英國。
本級艦標準編制為646名軍官與水兵。其船員生活設施與當時英國海軍的慣例顯著不同——餐食不再由各伙房分開烹煮，而是集中於艦上廚房製作，並以自助餐方式在中央食堂提供。與英國自製艦不同，艦上配有空調系統、現代化洗衣設施與理髮廳。傳統的吊床被三層舷艙床位所取代，每艙可容納18人，且床位為可折疊式，未使用時可收起以節省空間。
艦體水線長為465英尺（142米），全長為495英尺8英寸（151.08米）；水線寬為69英尺6英寸（21.18米），最大舷寬則達111英尺6英寸（33.99米）。滿載時的吃水深為24英尺8英寸（7.52米），輕載時則為21英尺（6.4米）。標準排水量為7,800長噸（7,900公噸），滿載排水量為14,170 long ton（14,400 t）。
本級動力來源為兩具福斯特和惠勒製造的鍋爐，提供蒸汽給一具通用電氣製的蒸汽渦輪引擎，驅動單軸螺旋槳推進，輸出功率為8,500 bhp（6,300 kW），最高航速可達18 kn（33 km/h；21 mph）。

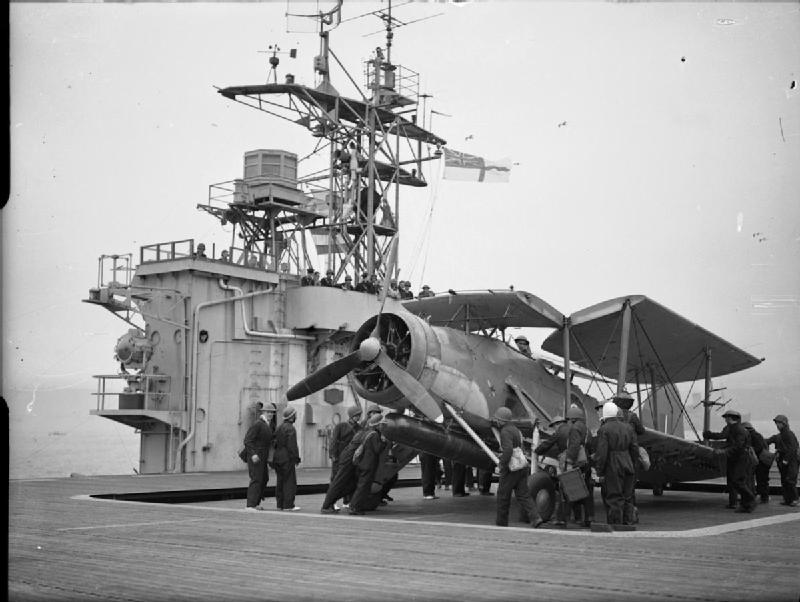
皇家海軍戰士號上，一架費爾雷 劍魚式魚雷轟炸機正經由升降機移至飛行甲板，背景可見艦上的「艦島」指揮塔與飛行管制設施。

所有本級護衛航空母艦皆可搭載最多20架反潛機或戰鬥機，可依任務需求混合配置英國的海颶風、海火式與劍魚式，以及美國的F4F野貓、F4U海盜式與復仇者式等機種。 艦載機的具體編成依任務性質而定：護航任務通常配置混合中隊，兼具反潛與戰鬥機能， 而擔任打擊任務的艦艇則僅搭載戰鬥機。 若用於飛機運輸任務時，最多可在飛行甲板與機庫甲板兩層間裝載達90架飛機。
本級設有飛行設施，包括位於右舷、整合艦橋與飛行管制中心的小型結構，置於飛行甲板上方。飛行甲板尺寸為442英尺 × 88英尺（135米 × 27米），艦尾設有9條阻攔索與3道防護柵欄，艦首另有一座液壓式彈射器，可在61 kn（113 km/h；70 mph）速度下彈射重達3.5 t（3.4 long ton；3.9 short ton）的飛機。艦內機庫甲板尺寸為262英尺 × 62英尺（80米 × 19米），相較於早期護航航母更為寬敞，但仍保留商船設計中的首尾甲板拱曲結構。由於升降機設置於飛行甲板前後兩端，必須使用滑輪機構協助機庫中飛機進出升降平台，這在平穩海況下即可操作，但在惡劣海象中則難以執行。
艦上原裝備有安裝於艦尾兩側張出舷臺上的5吋51倍徑艦炮，但後來皆更換為較舊型的4吋50倍徑艦炮，以兼容英軍現役彈藥。 標準防空武裝為8門40公釐波佛斯機砲（雙聯裝）與18門20公釐厄利孔機砲（8座雙聯裝與10座單裝）。 然而，各艦實際裝備略有不同：攻擊者號、追擊者號與獵人號僅有4座單裝20公釐機砲，其餘皆為雙聯裝；巴特勒號裝有2座單裝、追蹤者號6座、擊劍者號7座。追擊者號額外加裝了4門40公釐機砲，打擊者號則以6門40公釐機砲取代部分雙聯裝20公釐。

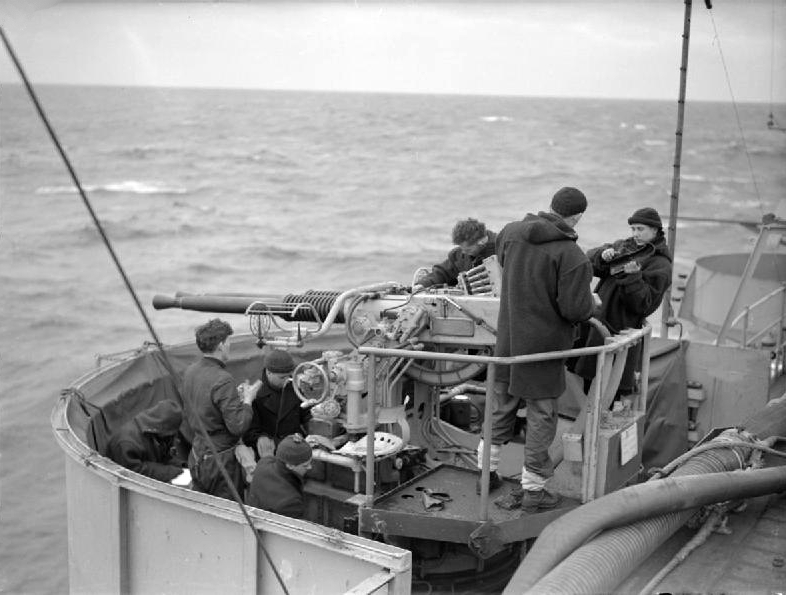
雙聯裝波佛斯 40公釐機砲防空武器

在運抵英國後，除原先的5吋艦炮更換為4吋艦炮外，艦上航空燃料儲槽亦依英國皇家海軍的安全規範由原本的186,286 US gal（705,170 l；155,116 imp gal）縮減至44,800 imp gal（204,000 l；53,800 US gal）。同時，亦加裝了高頻方向探測儀（HF/DF，俗稱「Huff/Duff」）無線電測向儀。

## 服役歷程
| 皇家海軍艦名 | 舷號 | 原始名稱                        | 建造廠商                                 | 安放龍骨       | 下水          | 服役日期       | 最終命運                               |
| ------------ | ---- | ------------------------------- | ---------------------------------------- | -------------- | ------------- | -------------- | -------------------------------------- |
| 攻擊者號     | D02  | Steel Artisan Barnes (ACV-7)    | 西部管道鋼鐵公司，美國加州舊金山         | 1941年4月17日  | 1941年9月27日 | 1942年10月10日 | 1946年1月5日返還，後為商船Castel Forte |
| 戰士號       | D18  | Mormacmail Altamaha (ACV-6)     | 英格爾斯造船廠，美國密西西比州帕斯卡古拉 | 1941年4月15日  | 1942年4月4日  | 1942年11月15日 | 1946年至1948年間拆解                   |
| 追逐者號     | D32  | Mormacgulf Breton (ACV-10)      | 英格爾斯造船廠，帕斯卡古拉               | 1941年6月28日  | 1942年1月15日 | 1943年4月9日   | 1946年5月12日返還，後為商船Aagtekerk   |
| 擊劍者號     | D64  | Croatan (ACV-14)                | 西部管道鋼鐵公司，舊金山                 | 1941年9月5日   | 1942年4月4日  | 1943年2月20日  | 1946年12月11日返還，後為商船Sydney     |
| 獵人號       | D80  | Mormacpenn Block Island (ACV-8) | 英格爾斯造船廠，帕斯卡古拉               | 1941年5月15日  | 1942年5月22日 | 1943年1月11日  | 1946年12月29日返還，後為商船Almdijk    |
| 追擊者號     | D73  | Mormacland St. George (ACV-17)  | 英格爾斯造船廠，帕斯卡古拉               | 1941年7月31日  | 1942年7月18日 | 1943年6月14日  | 1946年至1948年間拆解                   |
| 破壞者號     | D70  | ACV-24                          | 西雅圖-塔科馬造船公司，華盛頓州塔科馬    | 1942年4月11日  | 1942年7月16日 | 1943年4月25日  | 售出改為商船Robin Trent，1973年拆解    |
| 搜尋者號     | D40  | ACV-22                          | 西雅圖-塔科馬造船公司，塔科馬            | 1942年2月20日  | 1942年6月20日 | 1943年4月7日   | 售出改為商船Captain Theo，1976年拆解   |
| 潛行者號     | D91  | Hamlin (ACV-14)                 | 西部管道鋼鐵公司，舊金山                 | 1941年10月6日  | 1942年3月5日  | 1943年12月30日 | 1945年12月29日返還，後為商船Riouw      |
| 打擊者號     | D12  | Prince William (ACV-19)         | 西部管道鋼鐵公司，舊金山                 | 1941年12月15日 | 1942年5月7日  | 1943年4月29日  | 1946年至1948年間拆解                   |
| 追蹤者號     | D24  | Mormacmail BACV-6               | 西雅圖-塔科馬造船公司，塔科馬            | 1941年11月3日  | 1942年3月7日  | 1943年1月31日  | 售出改為商船Corrientes，1964年拆解     |

### 護航任務

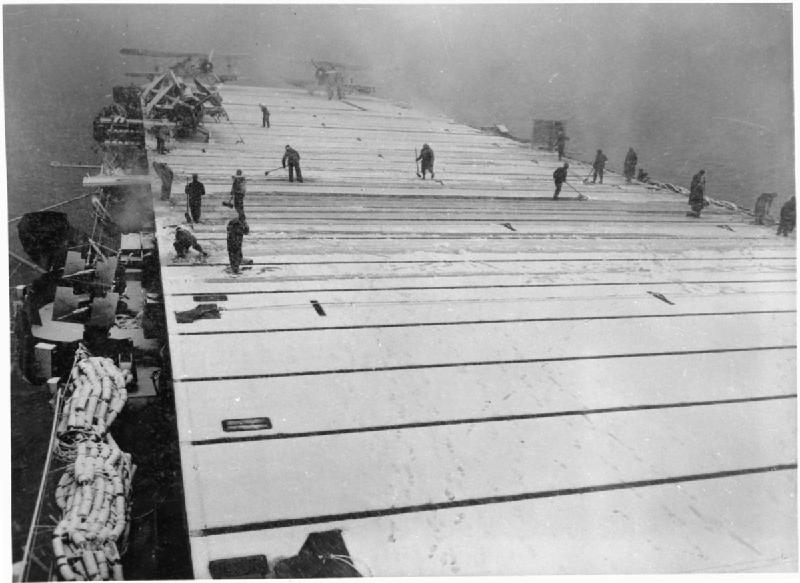
「擊劍者號」被雪覆蓋的飛行甲板，攝於1944年5月

護航航空母艦的設計目的在於與其他船艦一同行動，為護航船團提供保護。最初用於反潛作戰的艦載機為費爾利「劍魚」，後來則為格魯曼「復仇者」攻擊機。這些飛機可掛載魚雷、深水炸彈、250-磅（110-）炸彈，或RP-3火箭彈。除了自行發動攻擊外，這些艦載機也會標示潛艇位置，以便護航艦艇進行打擊。反潛巡邏通常於黎明至黃昏之間進行，一架飛機會在船團前方約10英里（16）處巡邏，另一架則在後方戒備。巡邏時間為兩至三小時，藉由雷達與目視方式搜索潛艇。至1944年，護航任務通常由兩艘護航航空母艦組成搭配運作。實戰經驗顯示最佳編制為兩個混合中隊，其中一個中隊包含戰鬥機與已日漸老舊但配備空對海（ASV）雷達、可執行夜間巡邏任務的「劍魚」飛機；另一個中隊則配備戰鬥機與用於白天遠程巡邏、但無法裝備ASV雷達的格魯曼「復仇者」。

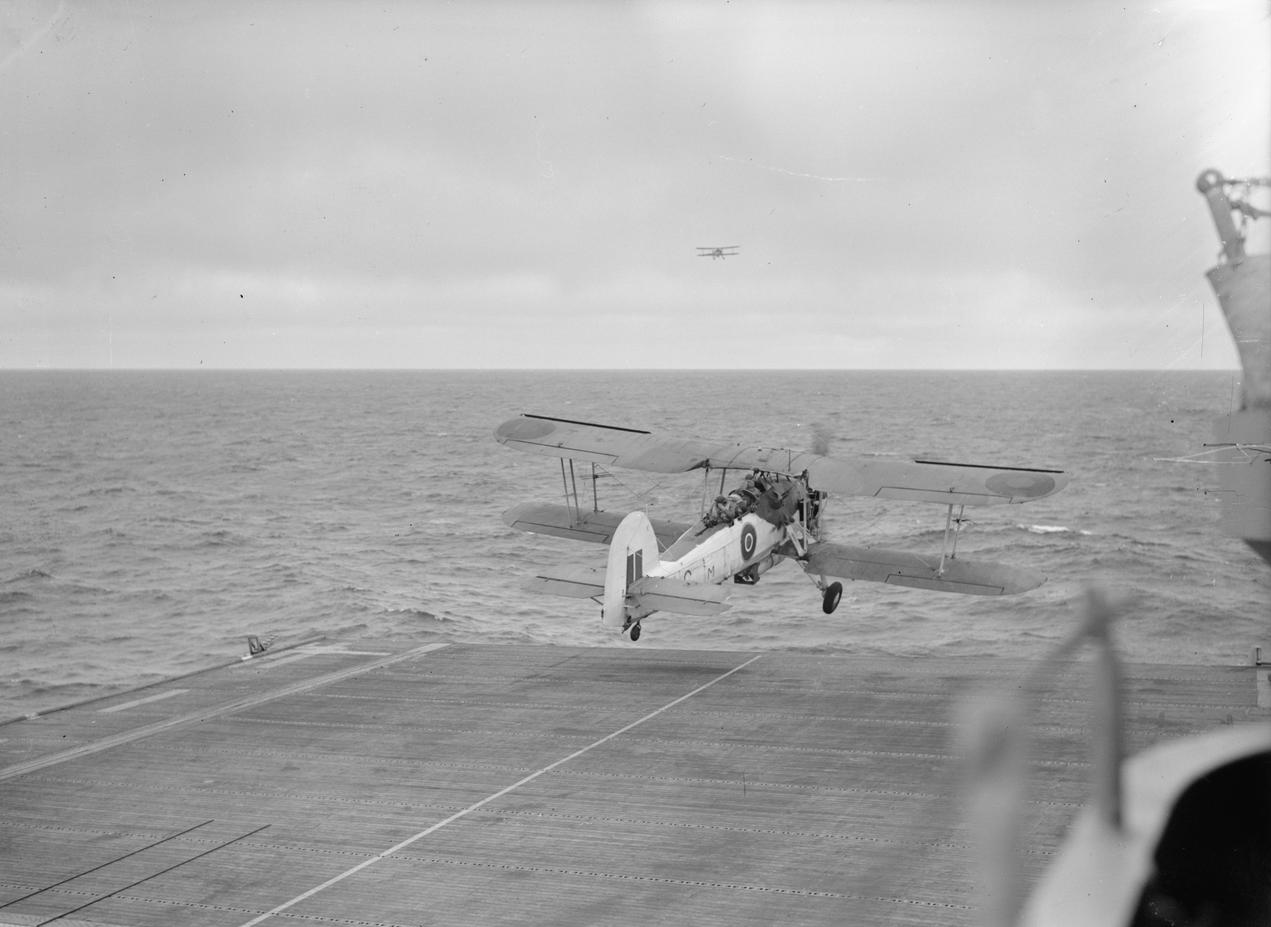
劍魚式從「打擊者號」起飛執行反潛巡邏

「攻擊者級」護航航空母艦上的艦隊航空隊中隊也取得若干戰果。首起由此級艦載機擊沉之U艇發生於1944年2月10日，兩架自「擊劍者號」起飛、隸屬842海軍航空中隊的「劍魚」擊沉了冰島西方的U-666。同年3月4日，在二戰北極船團任務中，「追逐者號」上816海軍航空中隊的「劍魚」以RP-3火箭重創U-472，使其無法下潛，隨後由「猛攻號」驅逐艦擊沉。當日餘下時間，「追逐者號」的「劍魚」持續標示U艇位置，協助護航艦隊防禦，並直接攻擊另兩艘U艇造成損害。1944年3月5日，U-366遭「劍魚」發射的RP-3火箭擊沉；隔日，U-973亦遭擊沉。另有三艘在霧中被發現的U艇成功逃脫攻擊。842中隊從「擊劍者號」出動，於5月1日擊沉第二艘潛艇U-277，並於5月2日再擊沉U-959與U-674。

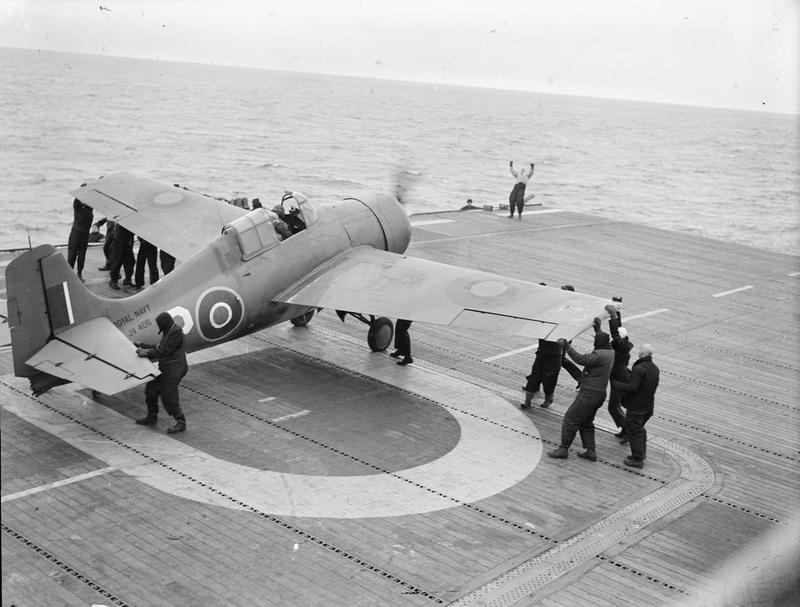
格魯曼F4F「野貓」戰鬥機在「追擊者號」上準備起飛

這些航空母艦的艦載機也曾對德國空軍的遠程轟炸機取得一定的戰果。1943年12月1日，兩架自「擊劍者號」起飛、隸屬842海軍航空中隊的格魯曼「野貓」戰鬥機擊落了一架正在監視OS 60護航船團的福克-沃爾夫Fw 200轟炸機。接下來一次經確認的空戰勝利發生於1944年2月24日，當時「追擊者號」上的881海軍航空中隊四架「野貓」戰鬥機在雷達偵測到至少三架敵機接近後緊急起飛。接近的敵機為由七架福克-沃爾夫Fw 200和亨克爾He 177轟炸機所組成的混合編隊，攜帶著滑翔炸彈。野貓戰鬥機擊落一架Fw 200與一架He 177。在艦載機與艦艇的對空火力共同努力下，其餘德軍機群並未接近。1944年3月，在菲尼斯泰雷角外海，「追擊者號」上的「野貓」戰鬥機擊落一架He 177與一架Fw 200，並擊傷另一架Fw 200。
1944年8月，北極船團行動再次展開，首個船團由「打擊者號」與英國建造的護航航空母艦溫德克斯號護航。「打擊者號」搭載的824海軍航空中隊擁有12架費爾利「劍魚」II型、10架格魯曼「野貓」V型戰鬥機及2架備用機。1944年8月22日，「野貓」戰鬥機擊落一架布洛姆-福斯BV 138飛艇。自1944年6月5日到該月中旬期間執行的海王星行動中，包括「擊劍者號」在內的五艘全艦戰鬥機編制的護航航空母艦為諾曼第登陸艦隊側翼的反潛艦隊提供空中掩護。

### 打擊作戰
在薩萊諾登陸期間，由海軍上將菲利普·維安指揮的V部隊（Force V）包含「攻擊者號」、「戰士號」、「獵人號」、「潛行者號」以及輕型艦隊航空母艦獨角獸號，負責提供空中掩護。這五艘航空母艦被要求在登陸區域維持22架超級馬林海火式戰鬥機的空中力量，直到地面部隊奪取可供地面部隊使用的義大利機場為止。在1943年9月9日的第一天，艦載機共出動了265架次。原預計於9月10日由陸上航空接手任務，但直到9月12日才奪取適用機場。在五艘航空母艦共105架戰鬥機中，10架戰損損失，另有33架因事故報廢。相對地，擊落2架德軍飛機，另有4架可能被擊落。在1944年8月15日龍騎兵行動（即法國南部登陸）期間，「攻擊者號」、「追擊者號」與「獵人號」各搭載24架海火式戰鬥機，另「追擊者號」搭載24架格魯曼「野貓」戰鬥機，共同編入航空母艦戰鬥群第88特遣艦隊。
盟軍海軍在大西洋成功壓制德軍U艇後，迫使德軍部分潛艇轉往印度洋活動。為對應此威脅，一支特遣艦隊組成，包含「戰士號」、巡洋艦薩福克號與紐卡斯爾號，以及驅逐艦象限號與狍子號，任務為搜尋並殲滅潛艇與補給船，並保護印度、亞丁與南非之間的航道。1944年3月，「戰士號」艦載機發現德軍補給艦「Brake」與三艘浮出水面的U艇，並引導「狍子號」接近目標，「Brake」最終由艦長自沉，三艘U艇則於交戰前潛入海中。

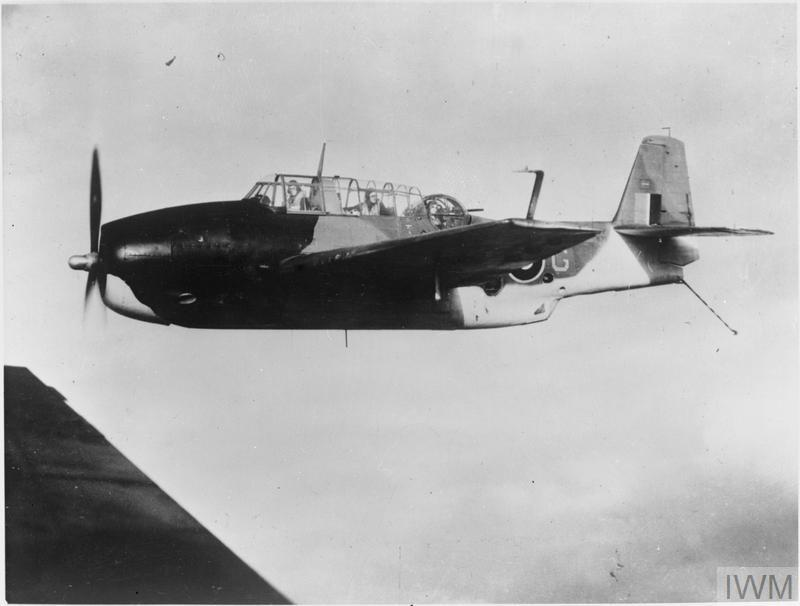
一架格魯曼復仇者返航，結束對博德的突襲任務

1944年4月，「擊劍者號」與「追擊者號」的艦載機參與了鎢行動，即對停泊於卡峽灣與特羅姆瑟的德國戰艦鐵必制號發動攻擊。 來自勝利號航空母艦艦上起飛的費爾雷梭魚式轟炸機在海火式戰鬥機、沃特·海盜式戰鬥機、格魯曼地獄貓以及來自兩艘護航航母艦起飛的格魯曼野貓戰鬥機的護航下出擊。「地獄貓式」戰鬥機負責攻擊德軍的防空陣地，而「野貓式」則在「梭魚式」開始俯衝投彈前，對「鐵必制號」以機槍掃射。 在這次攻擊中，「鐵必制號」多次被炸彈命中，造成超過100人陣亡、300人以上受傷。儘管其上層結構遭受部分破壞，但沒有炸彈能穿透其裝甲甲板。
1944年4月26日，「追擊者號」的艦載機在挪威北部博德外海成功攻擊一支德國船隊。該船隊由四艘商船與五艘護航艦組成；其中所有商船與一艘護航艦均遭轟炸，三艘商船起火燃燒。與此同時，其他艦載機也轟炸並點燃了博德港內一艘大型商船。
1944年5月6日，「搜尋者號」上的882海軍航空中隊所屬格魯曼「野貓式」戰鬥機在同一地區執行反航運巡邏任務期間，擊落了兩架布洛姆-福斯BV 138水上飛機。

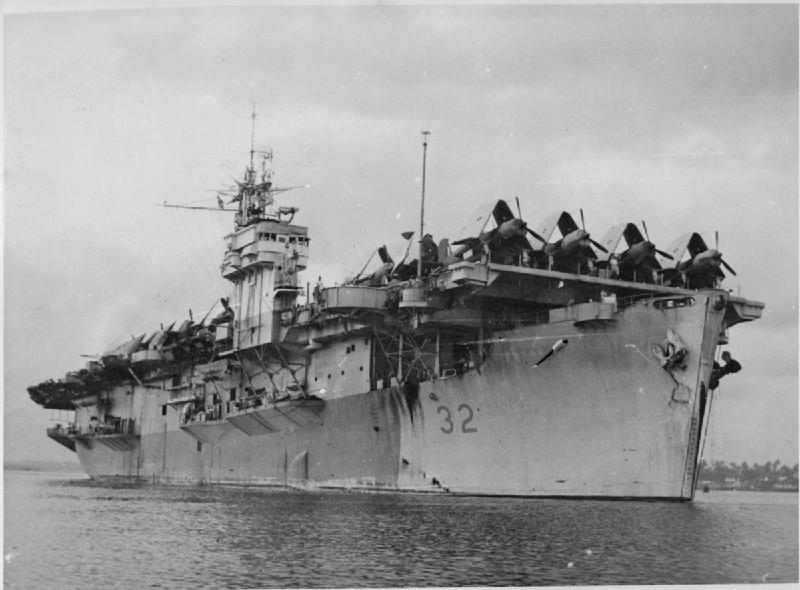
「追蹤者號」的飛行甲板被用來運送前線所需的替換艦載機

1944年初，打擊航母的運用趨勢逐漸向東發展。首先，「攻擊者號」、「獵人號」與「追擊者號」被派往愛琴海，對當地軸心國守軍展開行動。隨後，三艦轉往印度洋，與「擊劍者號」及「潛行者號」會合，共同支援盟軍在緬甸的作戰。這些艦艇支援了英國第十四軍的兩棲登陸行動，並打擊孟加拉灣與馬六甲海峽內的日軍航運。隨著東線戰事的進展，英國和美國的太平洋艦隊合併。另外兩艘攻擊級船艦「追逐者號」和「打擊者號」抵達該地區。這兩艦主要用於為其他航母運送替換用的艦載機，並在日本投降後被賦予新任務：遣返戰俘。
戰爭結束後，倖存的「租借法案」艦艇被歸還予美國海軍，由於美方當時擁有大量同型艦艇，部分艦艇轉售為商船使用。其中，「攻擊者號」改名為「Costel Forte」，「追蹤者號」為「Aagtekerk」，「擊劍者號」為「Sydney」，「獵人號」為「Almdijk」，「破壞者號」為「Robin Trent」，「搜尋者號」為「Captain Theo」，「潛行者號」為「Rionw」，「追蹤者號」為「Corrientes」。至於其餘三艘「攻擊者級」航母—「戰士號」、「追擊者號」與「打擊者號」—並未轉售為商船，而是在1946年至1948年間報廢。

## 戰役榮譽
英國皇家海軍為所有十一艘艦艇頒授戰役榮譽。
- 「攻擊者號」（HMS Attacker）：大西洋（1943年－1944年）、薩萊諾（1943年）、法國南部（1944年）、愛琴海（1944年）
- 「戰士號」（HMS Battler）：大西洋（1942年－1945年）、薩萊諾（1943年）
- 「追逐者號」（HMS Chaser）：大西洋（1943年）、北極（1944年）、沖繩（1945年）
- 「擊劍者號」（HMS Fencer）：大西洋（1943年－1944年）、挪威（1944年）、北極（1944年）
- 「獵人號」（HMS Hunter）：大西洋（1942年－1944年）、薩萊諾（1943年）、法國南部（1944年）、愛琴海（1944年）、緬甸（1945年）、馬來亞（1945年）
- 「追擊者號」（HMS Pursuer）：大西洋（1943年－1945年）、挪威（1944年、1945年）、諾曼第（1944年）、法國南部（1944年）、愛琴海（1944年）、北極（1945年）
- 「掠奪者號」（HMS Ravager）：大西洋（1943年）
- 「搜尋者號」（HMS Searcher）：大西洋（1943年－1944年）、法國南部（1944年）、愛琴海（1944年）、挪威（1944年－1945年）
- 「潛行者號」（HMS Stalker）：大西洋（1943年－1944年）、薩萊諾（1943年）、法國南部（1944年）、愛琴海（1944年）、緬甸（1945年）
- 「打擊者號」（HMS Striker）：大西洋（1943年－1944年）、北極（1944年）、挪威（1944年）、沖繩（1945年）
- 「追蹤者號」（HMS Tracker）：大西洋（1943年－1944年）、北極（1944年）、諾曼第（1944年）[37]

## 備註
1. 1 2  Cocker 2008，第79頁.
2. ↑  Morison 2002，第344頁.
3. ↑  Poolman 1972，第74–75頁.
4. 1 2 3  Cocker 2008，第80頁.
5. ↑  Cocker 2008，第80–81頁.
6. ↑  Poolman 1972，第98頁.
7. 1 2  Morison 2002，第342頁.
8. ↑  Konstam 2019，第26頁.
9. 1 2  Konstam 2019，第27頁.
10. ↑  Friedman 1988，第188頁.
11. 1 2 3  Poolman 1972，第155頁.
12. ↑  Poolman 1972，第135頁.
13. 1 2 3  Cocker 2008，第147頁.
14. ↑  Poolman 1972，第79頁.
15. ↑  Poolman 1972，第118頁.
16. ↑  Poolman 1972，第116頁.
17. ↑  Poolman 1972，第127頁.
18. ↑  Cocker 2008，第148頁.
19. ↑  Poolman 1972，第128頁.
20. ↑  Cocker 2008，第146–148頁.
21. ↑  Poolman 1972，第109頁.
22. ↑  Poolman 1972，第117頁.
23. ↑  IWM 2013a.
24. ↑  IWM 2013b.
25. ↑  Poolman 1972，第142–143頁.
26. ↑  Speller 2004，第99頁.
27. ↑  Poolman 1972，第91–92頁.
28. ↑  Morison 2002，第278頁.
29. ↑  Cocker 2008，第146頁.
30. ↑  Poolman 1972，第12頁.
31. ↑  IWM 2013c.
32. ↑  IWM 2013d.
33. ↑  IWM 2013e.
34. ↑  IWM 2013f.
35. ↑  Thomas 2007，第62頁.
36. ↑  DANFS.
37. ↑  FAAOA.

## 外部連結
- 第1部分：戰艦、戰鬥巡洋艦、監視艦、艦隊航空母艦、護航航空母艦 （页面存档备份，存于）